# Los que no fuimos a la guerra
Los que no fuimos a la guerra es una película española de género tragicómico estrenada en 1962, escrita y dirigida por Julio Diamante (en el que fue su primer largometraje como director) y protagonizada en el papel principal por Agustín González.
Se trata de una adaptación cinematográfica de la novela homónima escrita en 1930 por Wenceslao Fernández Flórez.
La película fue seleccionada para ser presentada en la Mostra de Venecia bajo el nombre de Cuando estalló la paz, donde cosechó buenas críticas y gozó de una buena acogida por parte del público. Sin embargo, en España, el filme no se estrenó hasta 1965 con casi veinticinco minutos del metraje suprimidos por la censura.

## Sinopsis
Durante la Primera Guerra Mundial, los habitantes de un imaginario pueblo español llamado Iberina se dividen en francófilos y germanófilos (en clara alusión a los dos bandos de la guerra civil española). Dos familias del pueblo se enfrentan y protagonizan episodios incómodos porque cada una defiende a uno de los bandos. Esta situación provoca la ruptura de un noviazgo.

## Reparto
- Laura Valenzuela como Aurora
- Agustín González como Javier
- Juanjo Menéndez como Aguilera
- José Isbert como Don Arístides
- Ismael Merlo como Pons
- Julia Caba Alba como Madre de Aurora
- Félix Fernández como Don Amalio
- Gracita Morales como Eusebia
- Erasmo Pascual como Gómez
- Sergio Mendizábal como Mediavilla
- Antonio Gandía como Cervera
- Ángel Álvarez como	Fernández
- Xan das Bolas como Propietario bar Fandiño
- María Luisa Ponte como Mujer en baile
- Julia Delgado Caro
- Tota Alba como Visita en casa de Aurora
- Francisco Merino como Empleado del Banco
- Santiago Rivero como Asistente boda
- Emilio Fornet
- María Jesús Lara